# 백견
백견(白堅)은 고려 후기의 무신이다. 본관은 대흥(大興)으로 백문보(白文寶)의 아버지이다.

## 생애
1294년(충렬왕 20) 낭장(郞將)으로서 원나라에 파견되어, 고니 고기를 바쳤고, 이후 관직이 승평부사(昇平府使)에 이르렀다.
원래 직산(稷山)에서 살았으나, 만년에 처가인 영해(寧海) 인량리(仁良里)로 거처를 옮겼다.

## 가족 관계
- 부인 : 영해 박씨(寧海朴氏), 경상도안찰사[3] 박감(朴瑊)의 딸[2]
  - 장남 : 백문보(白文寶, 1303년 ~ 1374년), 정당문학(政堂文學) 직산군(稷山君)
  - 차남 : 백문질(白文質)[4][5], 종부령(宗簿令)